# Velké rašeliniště Ķemeri
Velké rašeliniště Ķemeri, nazývané také Velké vřesoviště Ķemeri a lotyšsky Lielais Ķemeru tīrelis, je rozsáhlé a biologicky cenné rašeliniště/mokřad/vřesoviště/bažina/jezero v Národním parku Ķemeri. Nachází se jiho-jihovýchodně od městské čtvrti Ķemeri města Jūrmala v Lotyšsku a to v kraji Tukums, kraji Jelgava a kraji Mārupe.

## Další informace
Velké rašeliniště Ķemeri je jedním z největších mokřadů v Lotyšsku a také jednou z nejoblíbenějších destinací v Národním parku Kemeri. Je to důležité hnízdiště ptáků a stanoviště migrujících ptáků a místo výskytu mnoha organizmů. V období Sovětského svazu se zde nacházela meteorologická stanice. Po části rašeliniště vede okružní naučná stezka Ķemeru purva laipa postavená z velké části na dřevěných chodnících. Nachází se zde také rozhledna Velké rašeliniště Ķemeri. V minulosti se zde těžila rašelina.

## Galerie

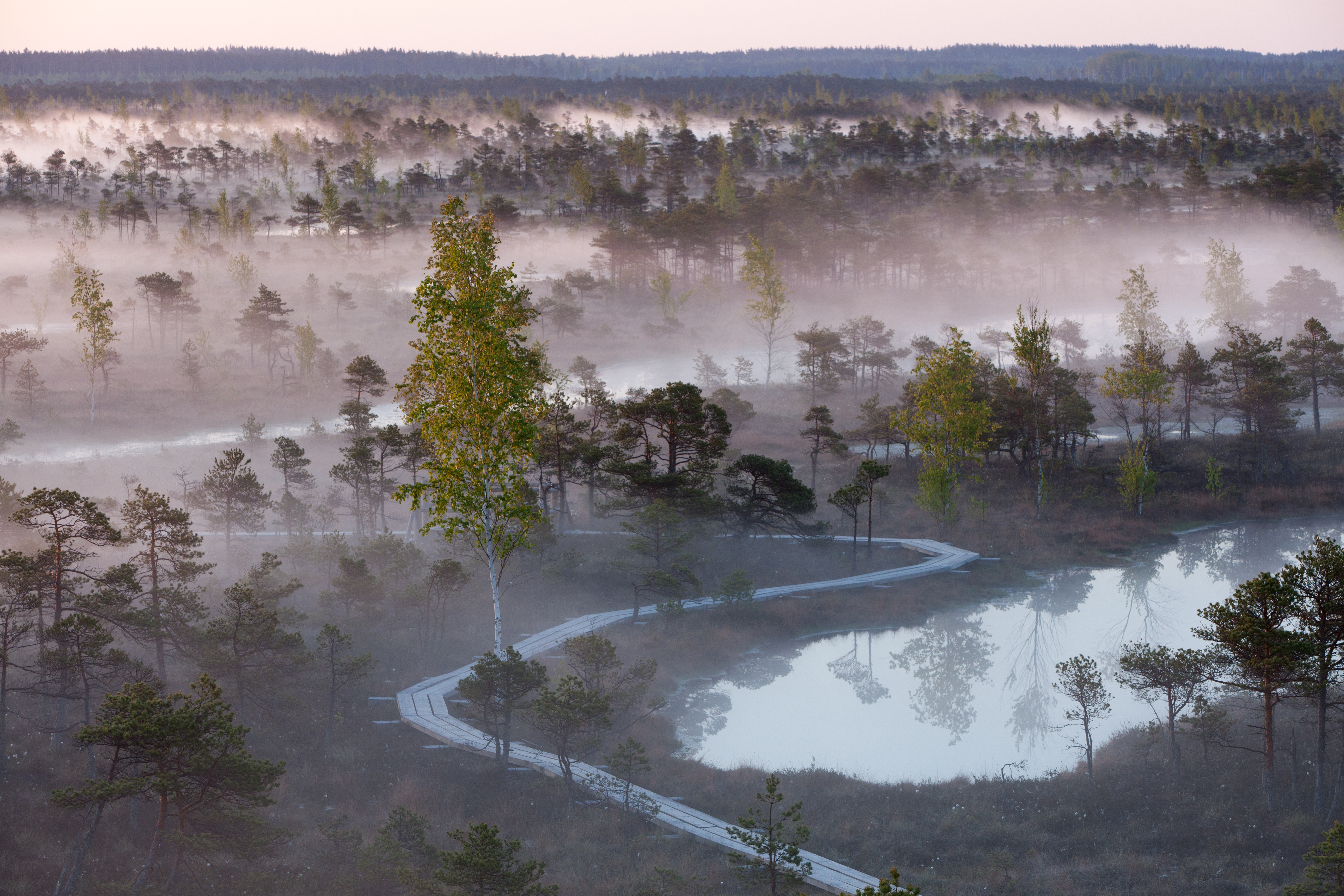
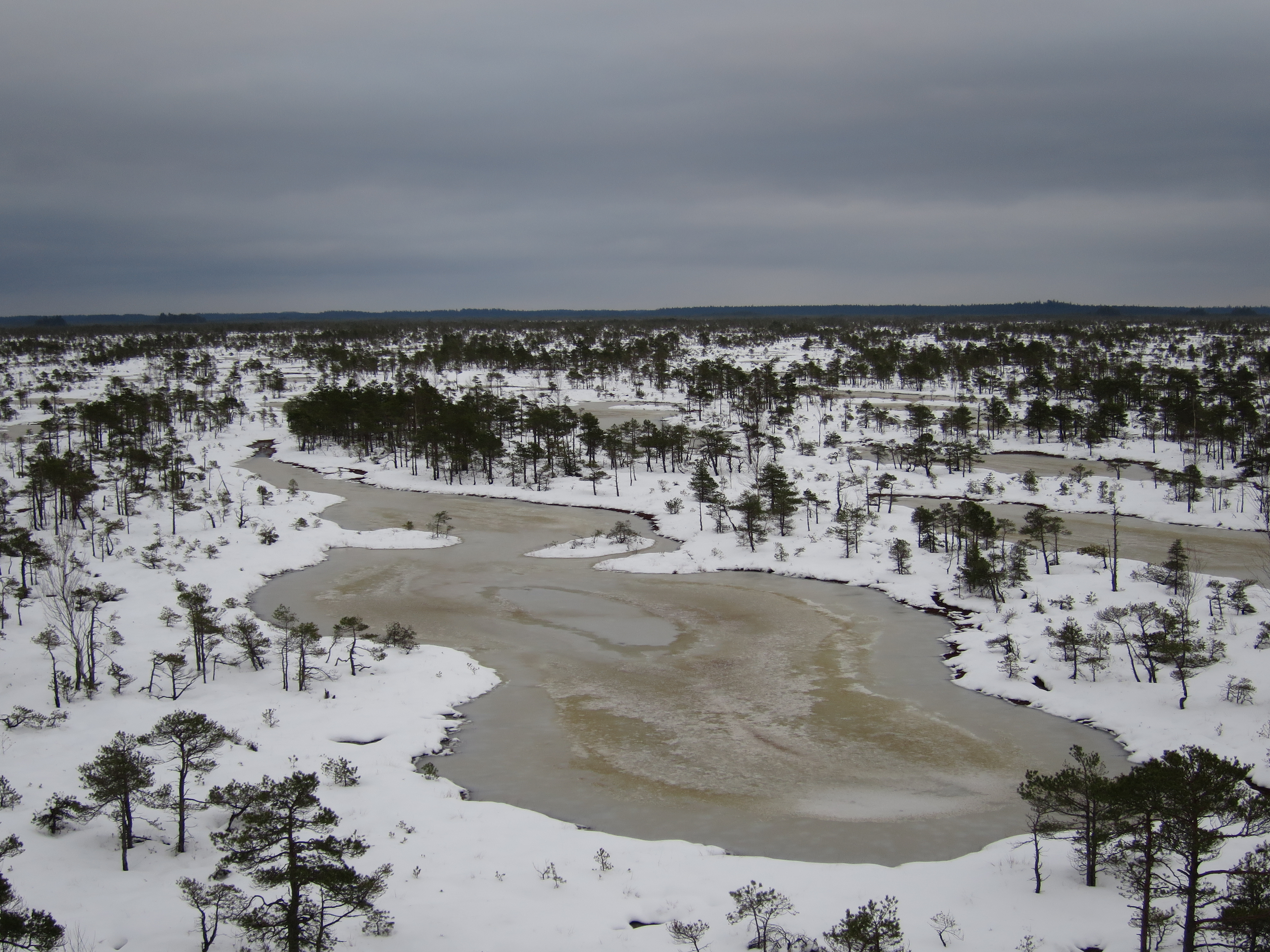
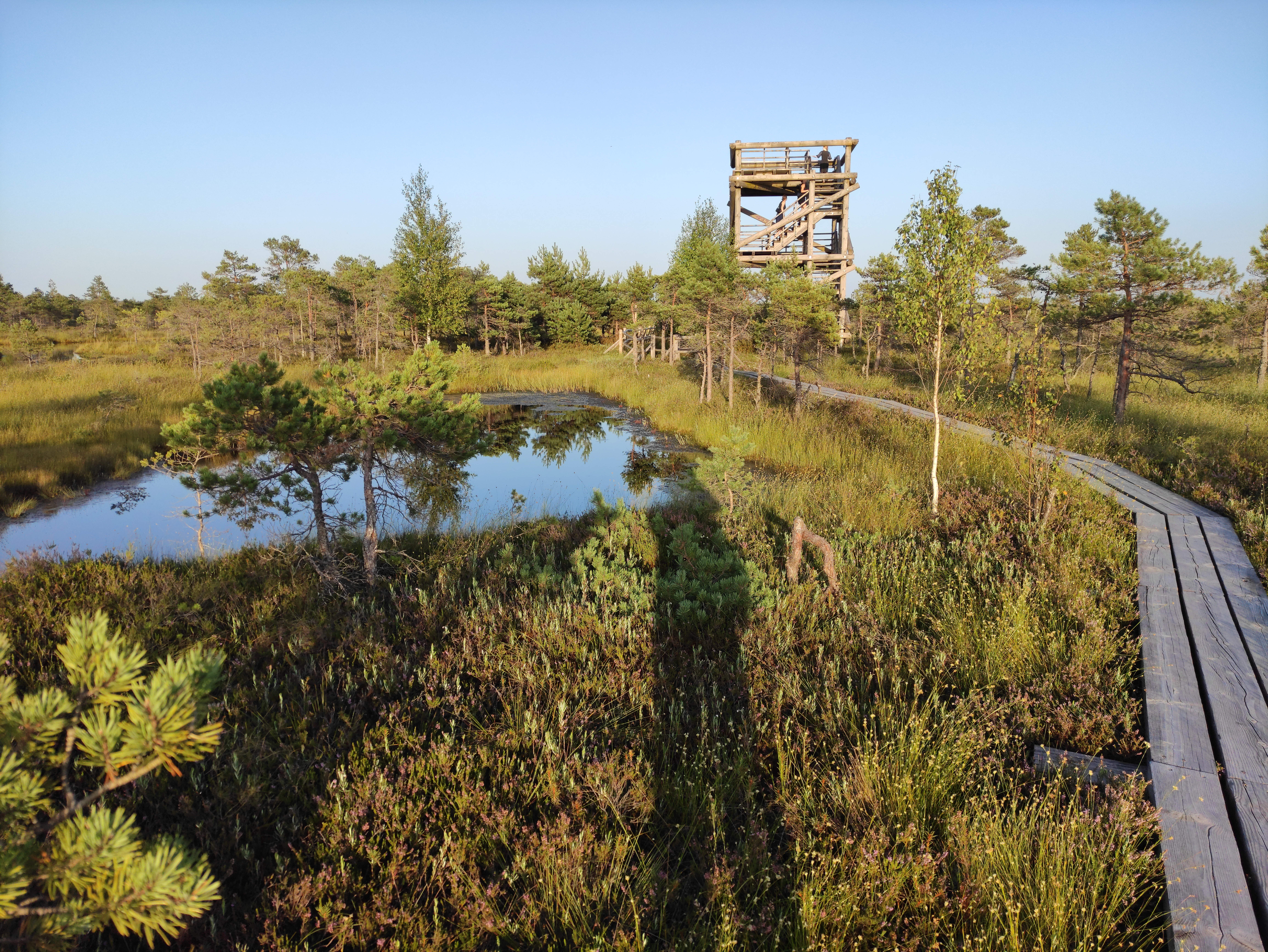
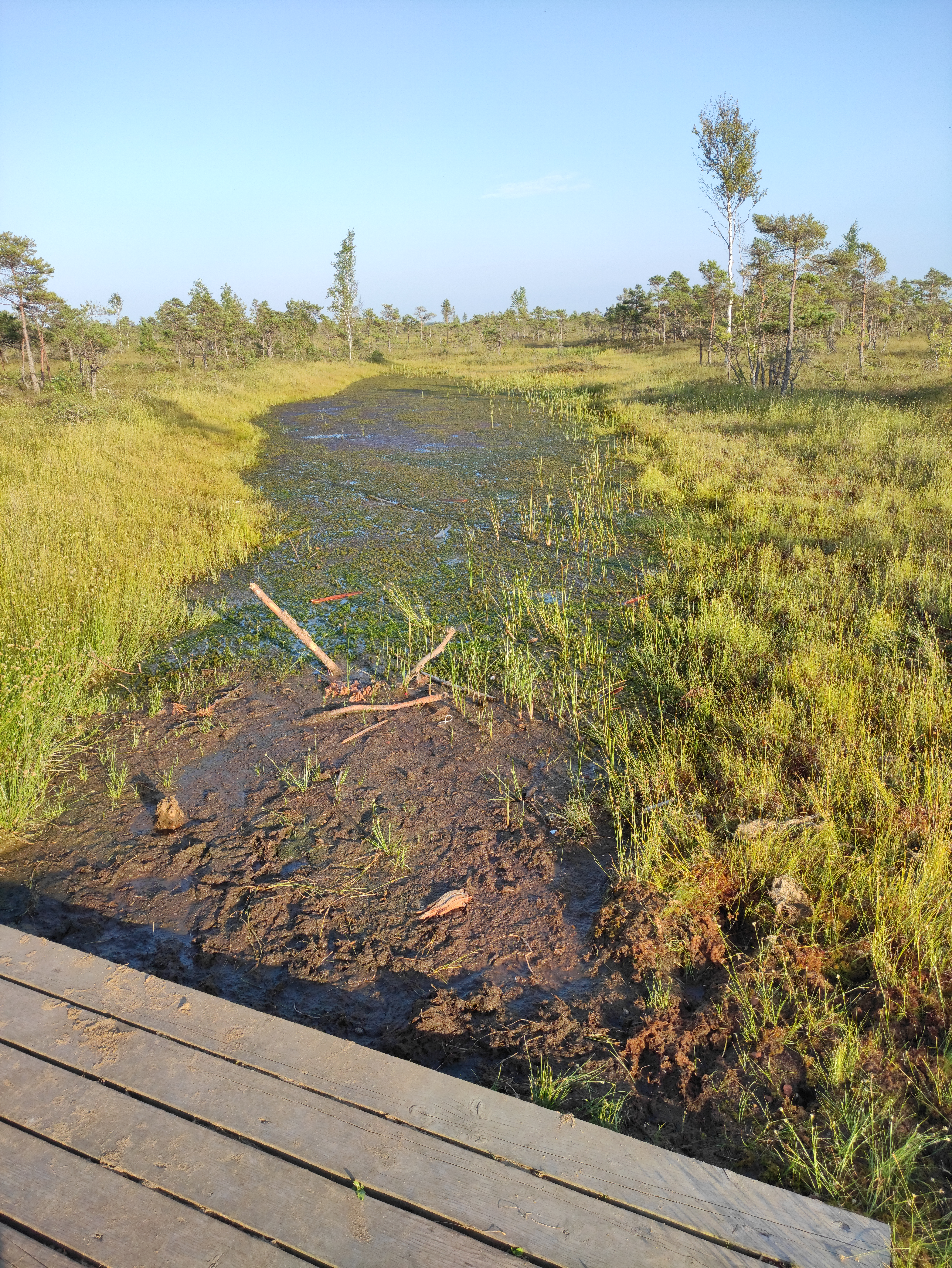
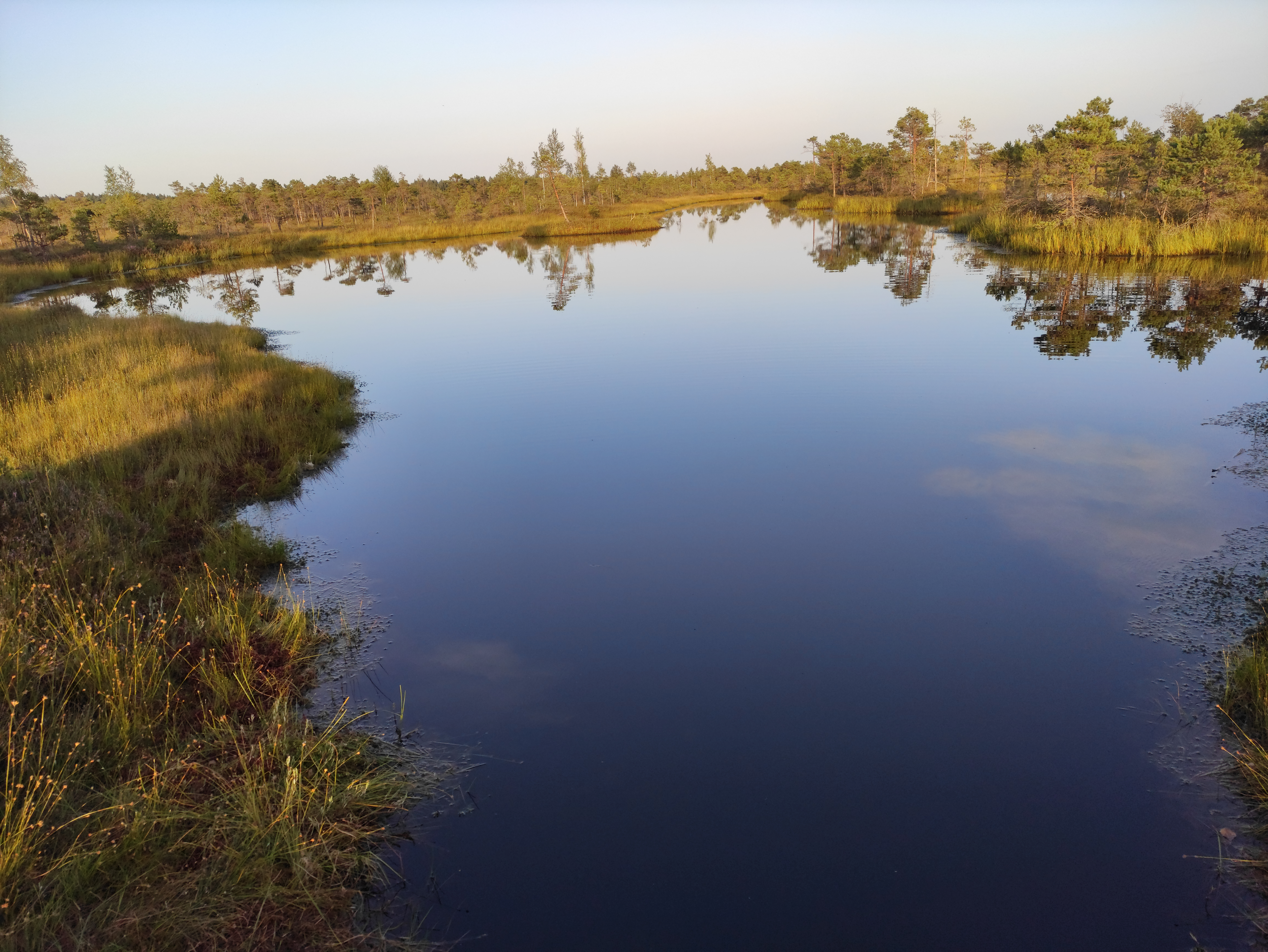
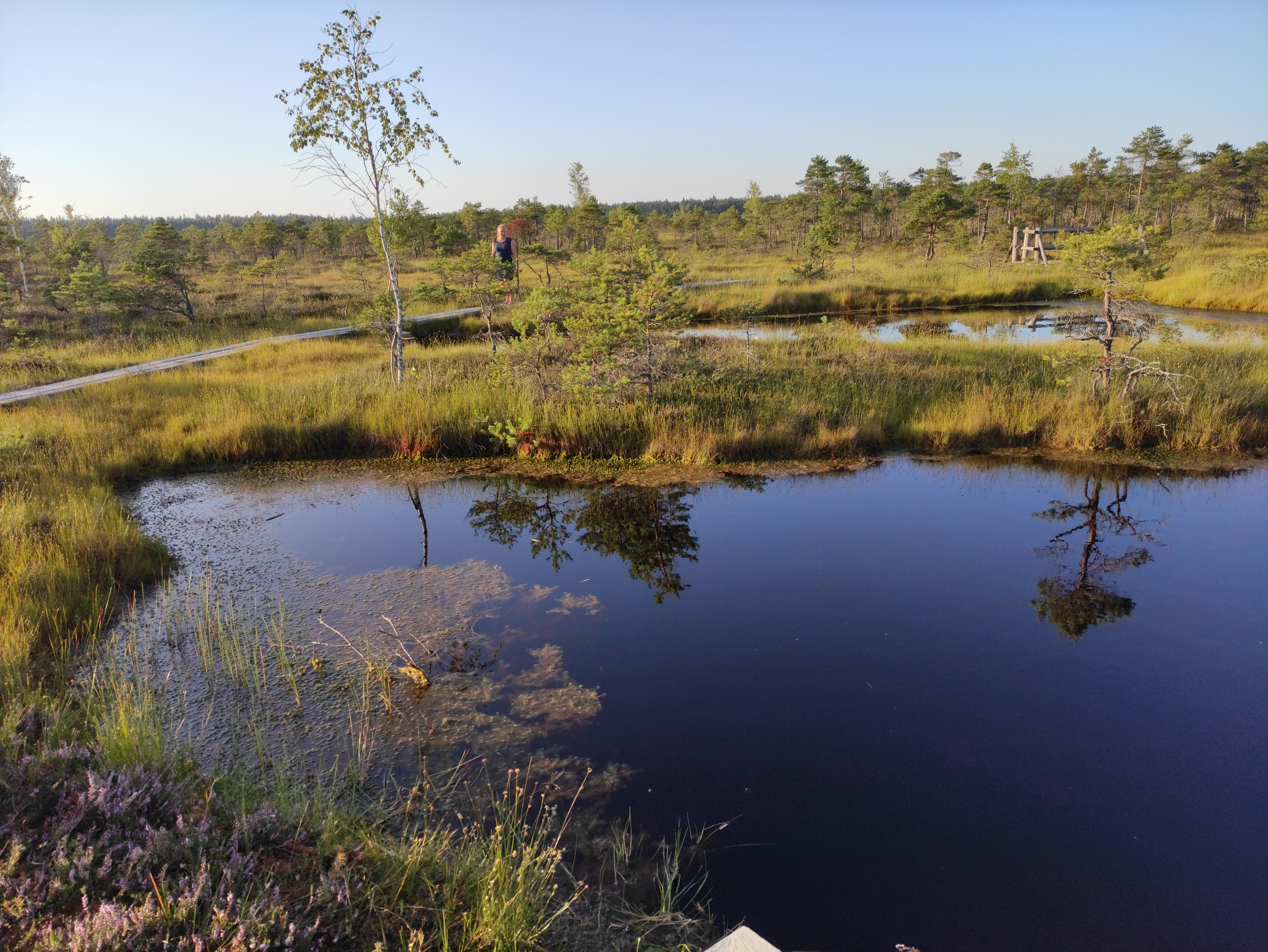
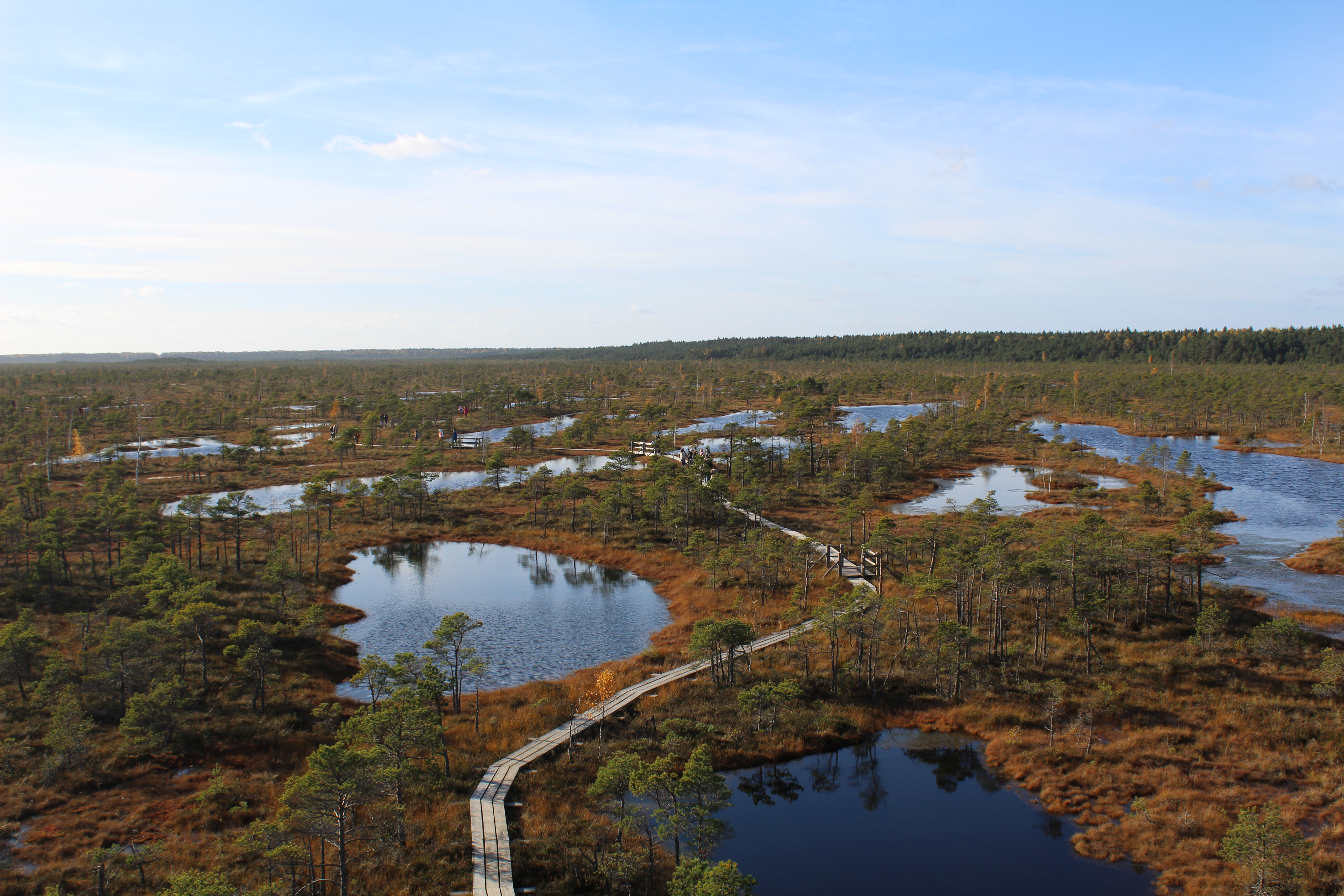